# اسنلیوس (دهانه)
اسنلیوس یک دهانه برخوردی در ماه‌ است.

## دهانه‌های اقماری
این دهانه ۷ دهانه اقماری دارد.
| Snellius | عرض جغرافیایی | طول جغرافیایی | قطر          |
| -------- | ------------- | ------------- | ------------ |
| A        | ۲۷.۴° S       | ۵۳.۸° E       | ۳۷.۰ کیلومتر |
| C        | ۲۹.۰° S       | ۵۱.۵° E       | ۹.۰ کیلومتر  |
| B        | ۳۰.۱° S       | ۵۳.۱° E       | ۲۹.۰ کیلومتر |
| E        | ۲۸.۰° S       | ۵۱.۵° E       | ۱۲.۰ کیلومتر |
| D        | ۲۸.۷° S       | ۵۱.۵° E       | ۹.۰ کیلومتر  |
| Y        | ۲۵.۷° S       | ۵۲.۲° E       | ۱۰.۰ کیلومتر |
| X        | ۲۷.۴° S       | ۵۵.۱° E       | ۷.۰ کیلومتر  |